# Hrvatske obrambene snage
Die Hrvatske obrambene snage (kroatisch für Kroatische Verteidigungskräfte), kurz HOS, war eine Miliz bzw. Freischar der neofaschistischen Kroatischen Partei des Rechts (HSP). Sie sah sich in der Tradition der Ustascha bzw. der Schwarzen Legion und beteiligte sich während ihres Bestehens von 1991 bis 1993 am Kroatien- und Bosnienkrieg. Dabei stand die HOS in Konkurrenz zu den regulären Verbänden der Kroatischen Armee (HV) und des Kroatischen Verteidigungsrats (HVO). Als Freiwillige kämpften in den Reihen der HOS neben Kroaten auch Bosniaken sowie viele ausländische Söldner und Rechtsradikale aus Europa und Übersee. Erklärte Ziele waren die Verteidigung und Rückeroberung von Gebieten in Kroatien und Bosnien und Herzegowina, mit der Absicht der Errichtung eines Großkroatien.

## Geschichte

### Entstehung
Im Februar 1990 gründete Dobroslav Paraga die Kroatische Partei des Rechts (HSP) neu. Im Jahr 1991 wurden die HOS als paramilitärischer Flügel der damals faschistischen HSP gebildet, deren Politiker Anto Đapić und Dobroslav Paraga HOS-Kommandanten wurden.
Die HOS sah bei ihrer Aufstellung im Jahr 1991 ihre Wurzeln unter anderem in den Traditionen der faschistischen Ustascha und wollte deren Erbe antreten. So waren Räume von Einheiten der HOS mit dem Foto des Ustašaführers Ante Pavelić geschmückt.

### Kroatienkrieg

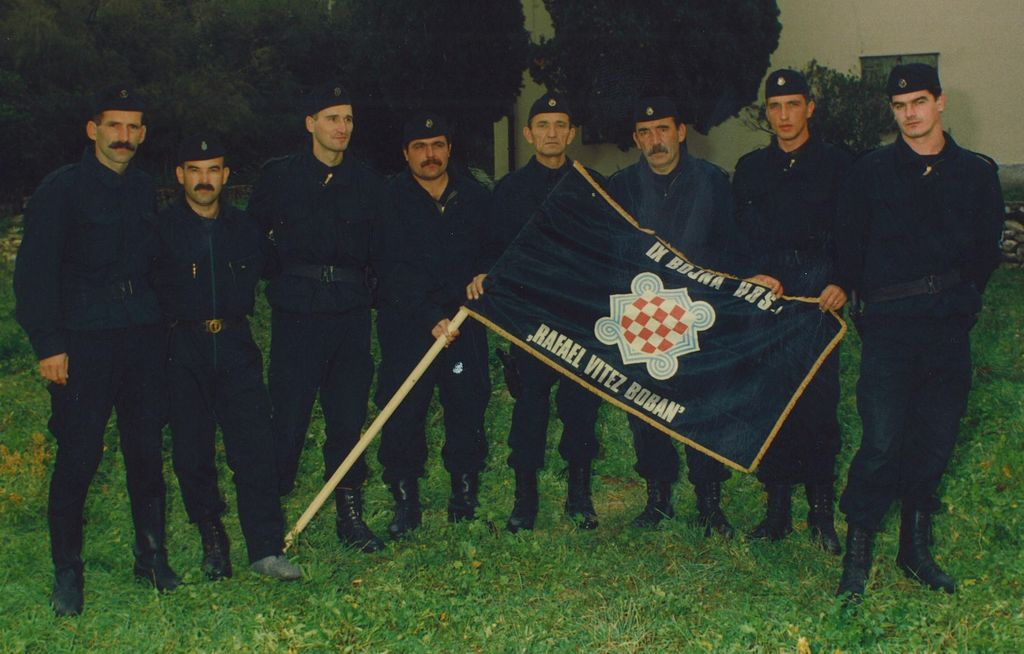
Angehörige des IX. Bataillons „Rafael vitez Boban“ aus Split mit Bataillonsfahne (2. v. l.: Kommandeur Marko Skejo, gegenwärtig Politiker)

Zu Beginn des Kroatienkrieges und vor der Gründung und Umstrukturierung der Kroatischen Streitkräfte kämpften die HOS an der Seite der Kroatischen Polizei gegen die Jugoslawische Volksarmee, die Armee der Republik Serbische Krajina und serbische Tschetniks. Der militärische Befehlshaber war zu Beginn Ante Paradžik, später Blaž Kraljević. Nach eigenen Angaben verfügte die HOS über 10.000 Kämpfer (die kroatische Regierung sprach von 2000 Kämpfern), organisiert in unterbemannten Bataillonen und der 300 Mann starken Einheit Crna legija (Schwarze Legion) in Vukovar. Dobroslav Paraga wurde im November 1991 von der kroatischen Regierung verhaftet. Die HOS wurden am 21. Dezember 1991 von der kroatischen Regierung unter Franjo Tuđman in Kroatien verboten und ihre Kräfte teilweise in die reguläre Kroatische Armee (HV) eingegliedert.
Bekanntheit errangen die HOS für ihre fanatische Tapferkeit in den Kämpfen bei der Belagerung von Dubrovnik und der Schlacht um Vukovar, aber auch durch die rücksichtslose Misshandlung serbischer Zivilisten.

### Bosnienkrieg

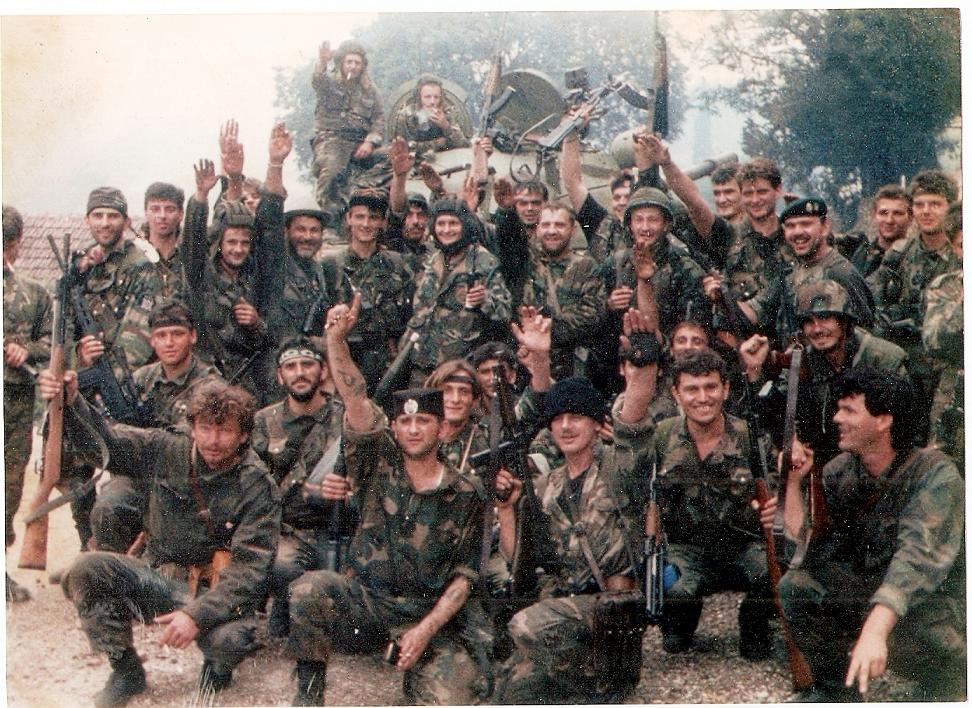
Soldaten der HOS nach der Eroberung von Klepci bei Čapljina in der westlichen Herzegowina, während der „Operation Čagalj“ im Juni 1992. Die Zugehörigkeit zur HOS ist an einem Ärmelabzeichen klar erkennbar (2. v. l., stehend). Ein Soldat trägt eine offenbar erbeutete Mütze serbischer Tschetniks, eine schwarze Šajkača mit serbischem Doppeladler (2. v. l., hockend). Einige Soldaten haben den rechten Arm zum faschistischen Gruß ausgestreckt.

Nach dem Verbot in Kroatien organisierte der militärische Befehlshaber Blaž Kraljević die HOS in Bosnien-Herzegowina neu. Im Bosnienkrieg waren die HOS mit der Armee der Kroatischen Republik Herceg-Bosna (HVO) und bis 1992 mit der Armee der Republik Bosnien und Herzegowina (ARBiH) verbündet und kämpfte mit diesen gegen die Armee der Republika Srpska und serbische Tschetniks. Im Mai 1992 wurde sie ein offizieller Bestandteil der ARBiH. Die HOS hatten im Bosnienkrieg eine Gesamtstärke von etwa 5000 Mann, wovon der Anteil an muslimischen Bosniaken dabei etwa 30 % betrug. Unter Kraljević widersetzten sich die HOS der Politik der kroatischen Regierung, die „nur“ einen Anschluss der Kroatischen Republik Herceg-Bosna an die Republik Kroatien anstrebte. Kraljević wurde am 9. August 1992 von HVO-Angehörigen (u. a. Soldaten des Kažnjenička bojna) an einem Kontrollposten in Mostar-Kruševo erschossen. Die HOS in Bosnien-Herzegowina wurden am 21. August 1992 aufgelöst und ihre Kräfte teilweise in den HVO oder die ARBiH eingegliedert. Faktisch wurden die HOS jedoch erst 1993 vollständig aufgelöst.
Bekannt wurden die HOS für ihre Kämpfe um die Regionen Bosanski Brod, Konjic, Mostar, Novi Travnik, und Zenica, aber auch für Ausschreitungen an bosnisch-serbischen Zivilisten. Im Jahr 1993 führten die HOS kurzzeitig das Lager Dretelj in der Herzegowina, in dem Serben und Bosniaken gefoltert und ermordet wurden, übergaben die Lagerleitung aber nach kurzer Zeit an den HVO.

## Gedenken
Im Herbst 2016 wurde in Jasenovac, dem Ort, an dem sich das gleichnamige Konzentrationslager befand, eine Gedenktafel für die gefallenen Angehörigen der HOS aus dem Kroatienkrieg angebracht. Auf der Gedenktafel wurde der Ustaša-Gruß Za dom spremni (Für die Heimat bereit) als Bestandteil des HOS-Emblems eingemeißelt. Viele Vereinigungen der HOS-Angehörigen, behaupteten, dass der Gruß im Emblem der HOS auf der Tafel nichts mit dem Ustaša-Staat gemein hat. Der Vorgang löste 20 Jahre nach dem Krieg einen Diskurs über die faschistischen Bezüge der HOS aus.

## Einheiten (Auswahl)
- 1. bojna „Ivan vitez Brdar“ (1. Bataillon „Ivan Ritter Brdar“) – Livno
- 2. bojna „Stojan Vujnović Srbin“ (2. Bataillon „Stojan Vujnović – Der Serbe“) – Domaljevac
- 4. bojna HOS-a (4. Battalion der HOS)
- 6. bojna „Marijan Baotić“ (6. Bataillon „Marijan Baotić“) – Vinkovci
- IX. bojna „Rafael vitez Boban“ (IX. Bataillon „Rafael Ritter Boban“) – Split
- 1. satnija „Ante Paradžik“ (1. Kompanie „Ante Paradžik“) – Jasenovac
- Vukovarska satnija HOS-a (Vukovar-Kompanie der HOS) – Vukovar
- 13. bojna Jure vitez Francetić (13. Bataillon „Jure Ritter Francetić“) – Tomislavgrad
- „Vitezovi“ („Die Ritter“) – Vitez
- 101. bojna „Do Drine“ (101. Bataillon „Zur Drina!“) – Sarajevo
- 19. bojna „Jure vitez Francetić“ (19. Bataillon „Jure Ritter Francetić“) – Gospić
- „Crni Vukovi“ („Schwarze Wölfe“) – Kalesija
- „Žigosani“ („Die Gezeichneten“) – Novi Travnik
- Satnija „Lovac“ (Kompanie „Jäger“) – Ljubuški
- Samostalna satnija osiguranja (Unabhängige Sicherungs-Kompanie) – Zagreb
- Mostarska bojna HOS-a (Mostar-Bataillon der HOS) – Mostar
- Ljubuška satnija HOS-a (Ljubuški-Kompanie der HOS) – Ljubuški
- Zenička satnija HOS-a (Zenica-Kompanie der HOS) – Zenica
- Tuzlanska satnija HOS-a (Tuzla-Kompanie der HOS) – Tuzla
- Čapljinska bojna HOS-a (Čapljina-Bataillon der HOS) – Čapljina
- Kakanjska Satnija HOS-a (Kompanie der HOS Kakanj) – Kakanj

## Symbole und Abzeichen (Auswahl)
Die von der HOS verwendeten Namen, Symbole und Abzeichen lassen einen Bezug zur faschistischen Ustascha und zum Unabhängigen Staat Kroatien (NDH) erkennen. So findet sich z. B. auf fast allen Abzeichen das HOS-Motto Za dom spremni (Für die Heimat bereit), das auch das Motto der Ustascha war, und der Großbuchstabe U (für Ustaša) sowie das historische kroatische Wappen, beginnend mit einem ersten silbernen (weißen) Feld, wie es auch im NDH Verwendung fand. Auch findet sich häufig die Abkürzung HSP für die Kroatische Partei des Rechts.

### Allgemeine Abzeichen

Christliche Angehörige (silberner Rand, Offiziere: goldener Rand)
Muslimische Angehörige (grüner Rand, Offiziere: goldener Rand)
Angehörige in Bosnien und Herzegowina
Abzeichen aus der Herzegowina, getragen auch von Blaž Kraljević (Militärischer Befehlshaber)

### Abzeichen von Einheiten

1. Bataillon „Rafael vitez Boban“
1. Bataillon „Ivan vitez Brdar“ (Livno)
4. Brigade des 9. Bataillon „Rafael vitez Boban“ (Split)
114. Brigade des 9. Bataillons „Rafael vitez Boban“ (Split)
13. Bataillon „Jure vitez Francetić“ (Tomislavgrad)
2. Kompanie des 13. Bataillons „Jure vitez Francetić“
Kompanie „Lovac“ (Ljubuški)
„Vitezovi“ (Vitez)
„Žigosani“ (Novi Travnik)
2. Bataillon „Stojan Vujnović Srbin“ (Domaljevac)

## Persönlichkeiten
- Jean-Michel Nicollier (1966–1991), französischer Freiwilliger